# Friedrich Adolf Ebert

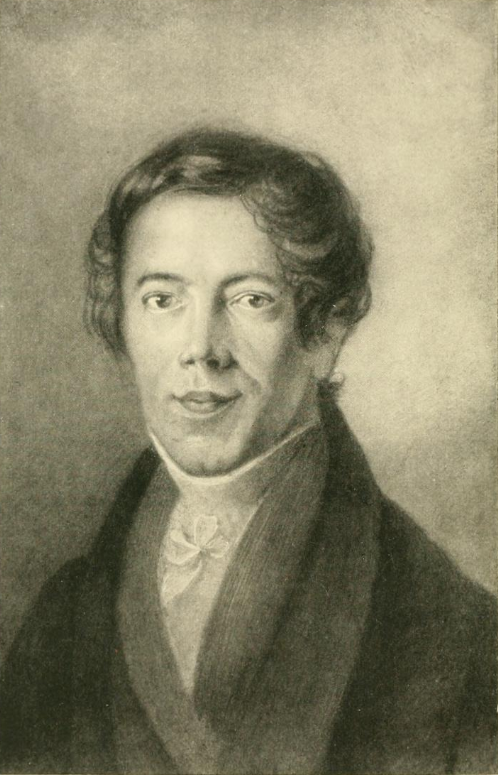
Friedrich Adolf Ebert, 1827

Friedrich Adolf Ebert (ur. 9 lipca 1791 w Taucha, zm. 13 listopada 1834) – niemiecki bibliograf.
Był synem luterańskiego pastora. W wieku piętnastu lat został powołany na podrzędne stanowisko w bibliotece miejskiej w Lipsku. Studiował przez krótki czas teologię w Lipsku, a następnie filologię w Wittenberdze, gdzie otrzymał tytuł doktora w 1812.
W 1813 został pracownikiem biblioteki Uniwersytetu w Lipsku, a w 1814 został mianowany sekretarzem królewskiej biblioteki w Dreźnie. W tym samym roku opublikował F. Taubmanns Leben und Verdienste.
Bogate zasoby biblioteki w Dreźnie umożliwiły mu opracowanie Allgemeines bibliographisches Lexikon którego pierwszy tom ukazał się w 1821, a drugi w 1830. Była to pierwsza tego rodzaju praca w Niemczech.
Od 1823 do 1825 Ebert był bibliotekarzem w Wolfenbüttel. Do Drezna wrócił w 1827. Został naczelnym bibliotekarzem królewskiej biblioteki w Dreźnie.
Inne jego dzieła:
- Die Bildung des Bibliothekars (1820)
- Geschichte und Beschreibung der königlichen Bibliothek in Dresden (1822)
- Zur Handschriftenkunde (1825–1827)
- Culturperioden des obersächsischen Mittelalters (1825)

Zmarł w Dreźnie 13 listopada 1834 z powodu upadku z drabiny w swojej bibliotece.